# Zorzines astricta
Zorzines astricta là một loài bướm đêm trong họ Noctuidae.